# Eodryas melichari
Eodryas melichari är en insektsart som först beskrevs av William Lucas Distant 1906.  Eodryas melichari ingår i släktet Eodryas och familjen Tropiduchidae. Inga underarter finns listade i Catalogue of Life.